# Carynota mera
Carynota mera är en insektsart som beskrevs av Thomas Say. Carynota mera ingår i släktet Carynota och familjen hornstritar. Inga underarter finns listade i Catalogue of Life.